# Mekane Berhan
Mekane Berhan (Ge'ez: መካነ ብርሃን, "Endroit de la lumière") est une ville du nord de d'Éthiopie, située dans la Semien Gondar Zone de la région Amhara. Elle se trouve à 12° 59′ N, 38° 07′ E et à 2 900 mètres d'altitude. Elle est le centre administratif du woreda Jan Amora.